# Семен II (герцог Васконії)
Семен (Сегуїн, Хімен) II (баск.: Semen, гаск.: Seguin, д/н — 846) — герцог Васконії в 845—846 роках.

## Життєпис
Походив з династії Гатонідів (Гасконський дім). Старший син Семена I Лупа, герцога Васконії. Про народження та молоді роки замало відомостей. Ймовірно з 818 року разом зі старшим братом Гарсією I брав участь у повстанні проти Піпіна I, короля Аквітанії. 819 року після поразки брата потрапив у полон. Перебував при франкському дворі в Пуатьє.
838 року після смерті Піпіна I аквітанська знать обрала новим королем його сина Піпіна II. Проте 839 року імператор Людовик I призначив королем Аквітанії свого сина Карла. В боротьбі між ними Семен підтримав Піпіна II, який на дяку 840 року надав йому графства Бордо і Сент.
Розпочав активну боротьбу проти Санша II, правителя Васконії. У серпні 845 року Піпін II надав Семену II титул герцога Васконії. Проте він не встиг відвоювати герцогство, оскільки 846 року зазнав нападу норманів, які захопили Бордо, захопили та стратили Семена II. Новим герцогом Васконії король Піпін II призначив Вільгельма з невідомого роду.